# California Games II
California Games II je sportovní videohra americké vývojářské a vydavatelské firmy Epyx z roku 1990 pro DOS a později i pro jiné platformy a herní konzole – Amiga, Atari ST, Sega Master System, Super Nintendo Entertainment System a Microsoft Windows.
Sestává z pěti sportovních disciplín a outdoorových aktivit populárních v americkém státě Kalifornie. Hra navazovala na předchůdkyni s názvem California Games z roku 1987. 

## Popis
Po úvodní animaci, kdy se objeví americká státní poznávací značka s nápisem California Games II, se hráč dostane na obrazovku oceánské pláže, na níž je vedle modrého kabrioletu Volkswagen Brouk trojice mladíků a dvě dívky se svým sportovním vybavením, podle kterého si lze pomocí racka mořského vybrat disciplínu:
- Závěsné létání (Hang gliding) – při startu rogala je potřeba sledovat větrný rukáv, neboť při špatném směru větru hrozí pád z útesu. Ve vzduchu nad mořským pobřežím je vhodné pro získání bodů předvést některé akrobatické prvky a v další obrazovce trefit "vodními bombami" tři koše plovoucí na hladině. Předpokládá se poté i přistání zpátky na útesu, což ale není nic jednoduchého.
- Snowboarding – helikoptéra dopraví snowboardistu z pláže přímo na zasněženou horu (pokud nehavaruje, což se může stát). Sportovec seskočí z přistávací ližiny vrtulníku na svah a musí se dostat dolů, přitom absolvuje skoky, vyhýbá se kamenům, pařezům, kmenům stromů atp. Zhruba v polovině svahu se nachází U-rampa, kde je možné zlepšit si skóre předvedením nějakých triků s "prknem". Ve spodní části svahu chybí sníh a jede se po trávě.
- Bodyboarding – surfař skočí z mola a vydává se chytit mořskou vlnu. Je dobré zkusit nějaké triky na vlně a poté se vézt směrem k pláži a přitom se vyhýbat překážkám jako jsou kůly, lidé na nafukovacích člunech, plavci, mořské panny na skalách apod.
- Jízda na vodním skútru (Jet Surfing) – na začátku se vybírá typ vodního skútru, trať a časový limit. Hráč boduje pouze pokud se udrží v bójkami vymezené trati. Je možné zrychlovat a zpomalovat.
- Skateboarding – skater musí projet dlouhou dráhu s několika tunely a předvést to nejlepší, co umí. Mezi jednotlivé finty patří 360 aerials, Hand plants, Board slides, Ollies a Corkscrews. Pokud se skejťák netrefí do vjezdu tunelu a v rychlosti narazí do zdi, následuje pohřeb.

## Galerie

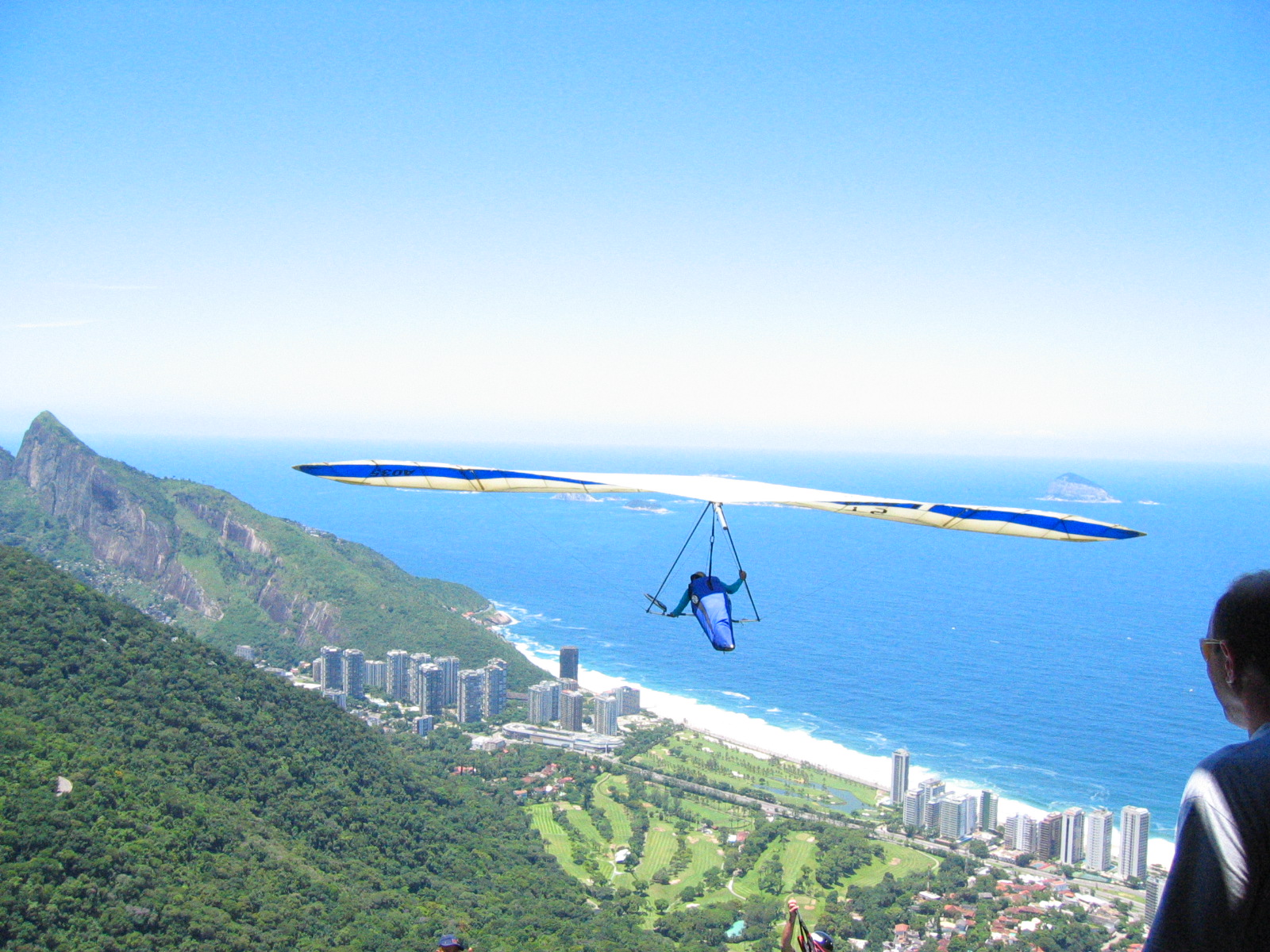
Závěsné létání
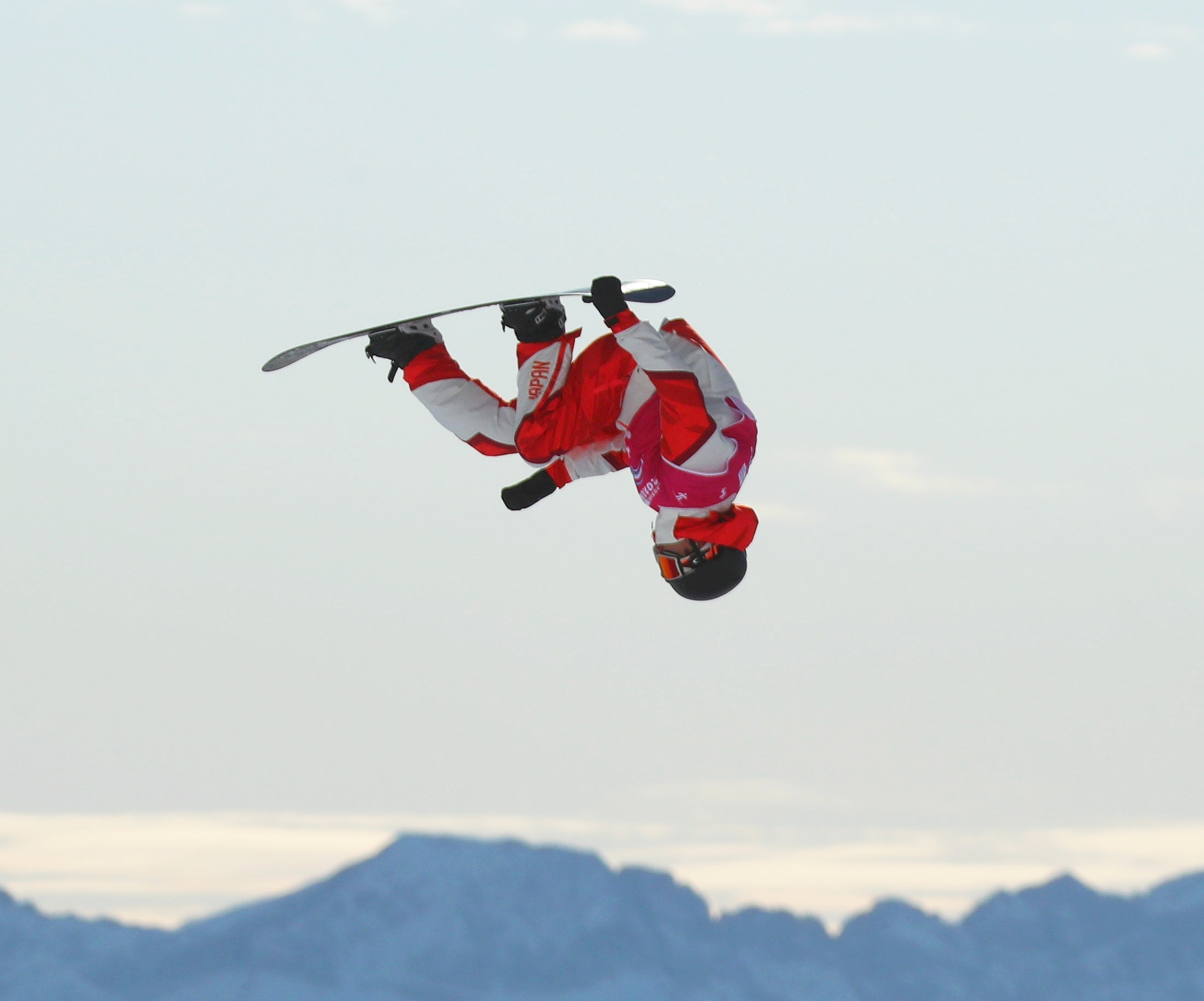
Snowboarding
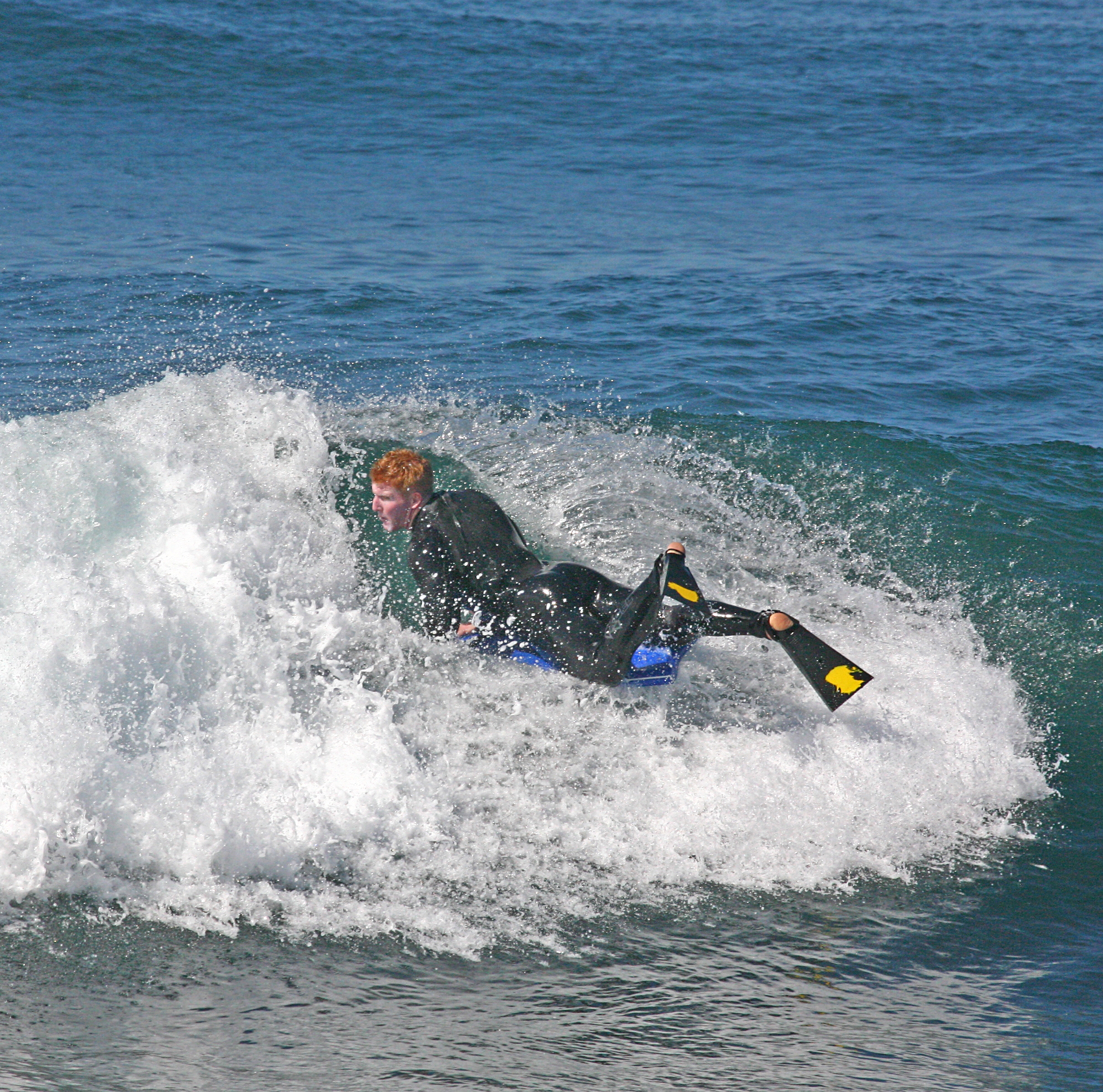
Bodyboarding
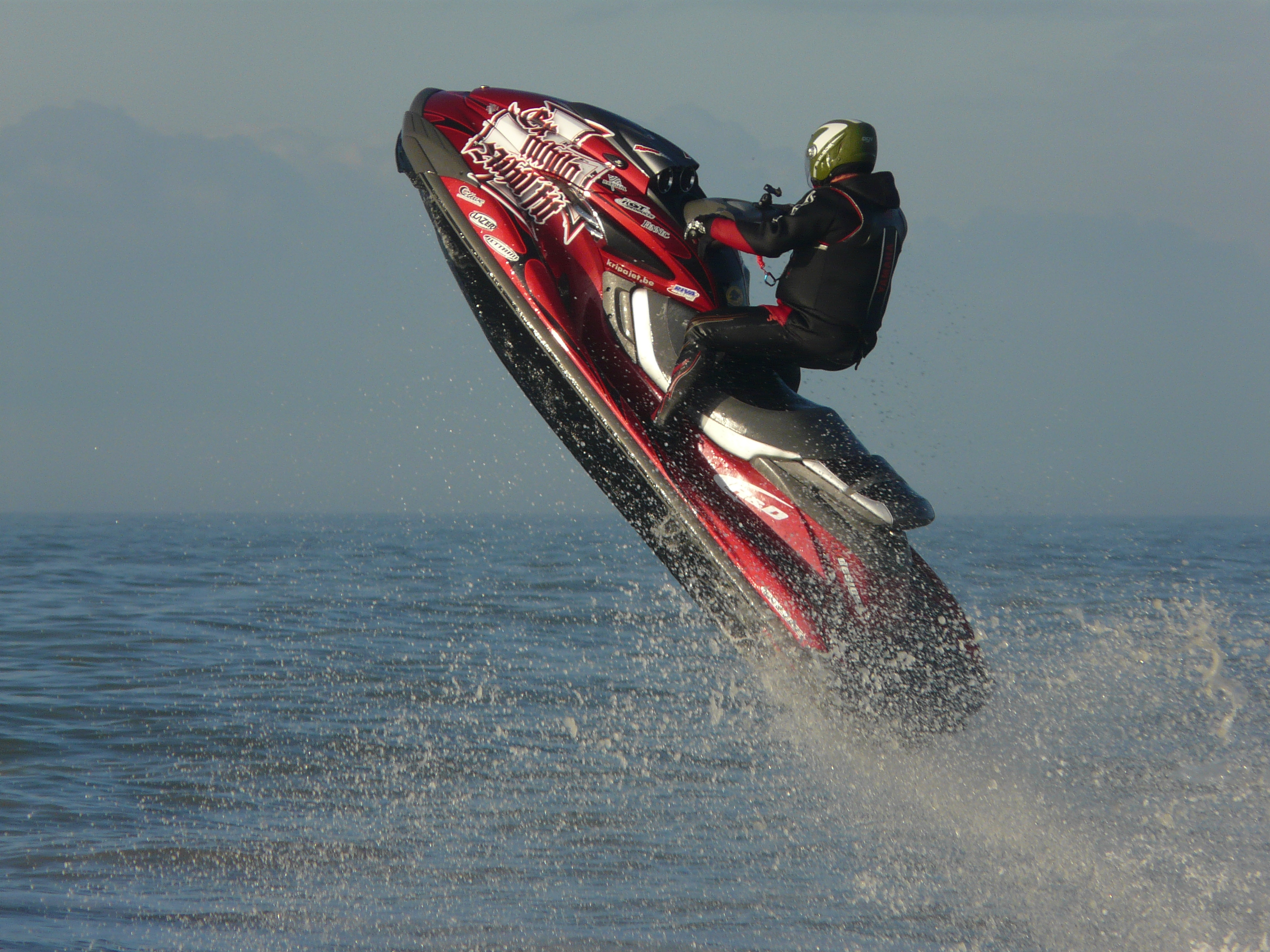
Vodní skútr
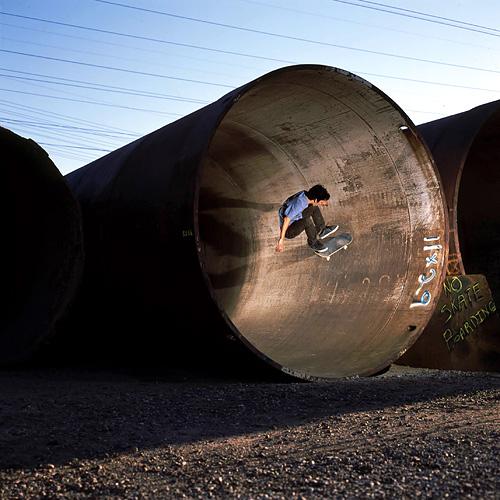
Skateboarding